# 101. pehotni bataljon (ločeni)
101. pehotni bataljon (ločeni) (angleško 101st Infantry Battalion (Separate); tudi Avstrijski bataljon) je bil pehotni bataljon Kopenske vojske ZDA, ki je bil ustanovljen iz avstrijskih pripadnikov Kopenske vojske ZDA.

## Zgodovina
Bataljon je bil eden od več etnično-homogenih vojaških enot, ki jih je ustanovila Kopenska vojska ZDA med drugo svetovno vojno. 
Pobudo za ustanovitev avstrijske enote je dala cesarica Cita Bourbon – Parma.
Ker niso pridobili dovolj prostovoljcev za bataljon, so v bataljon premestili pripadnike Kopenske vojske ZDA, ki so navedli Avstrijo kot kraj rojstva; tako so v bataljon prišli tudi pripadniki narodov bivše Avstro-Ogrske, ne samo Avstrijci.
Cita je v enoto poslala tudi svoje tri sinove in sicer Felixa, Karla Ludvika in Rudolfa. Vsi trije so postali nepriljubljeni med ostalimi pripadniki bataljona, ker so vztrajali, da jih nazivajo z njihovimi plemiškimi nazivi.
Ker skupina avstrijskih Judov ni hotela služiti, je enota tako izgubila večino pripadnikov, zaradi česar je bil bataljon decembra 1943 razpuščen. 
Enota pa ni imela podpore niti med avstrijskimi Američani, ki so se bali, da ZDA s tem podpirajo ponovno uvedbo monarhije v Avstrije.